# Oyster (album)
Pour les articles homonymes, voir Oyster.
Albums de Heather Nova
Blow
(1993) Siren
(1998)
Oyster est le deuxième album studio d'Heather Nova, sorti en 1994.

## Liste des pistes
Toutes les chansons sont composées par Heather Nova.
1. Walk This World - 3:49
2. Heal - 3:55
3. Island - 6:20
4. Throwing Fire at the Sun - 5:57
5. Maybe an Angel - 5:08
6. Sugar - 5:34
7. Truth and Bone - 4:54
8. Blue Black - 4:36
9. Walking Higher - 4:12
10. Light Years - 4:49
11. Verona - 4:02
12. Doubled Up - 3:39

## Musiciens
- Heather Nova - guitare folk, voix
- David Ayers - basse, guitare électrique, guitare 12 cordes
- Nadia Lanman - violoncelle
- Dean McCormick - percussions, batterie
- Hossam Ramzy - percussions
- Bobby Thompson - batterie (6)
- Youth - basse

## Production
- Producteurs : Felix Tod, Youth
- Ingénieurs du son : David Bianco, Christopher Marc Potter, Paul Rabiger